# 表現文化社
表現文化社（ひょうげんぶんかしゃ）は、かつて日本の出版社で、主に葬祭関係を扱っていた。代表者は葬送ジャーナリストの碑文谷創。

## 沿革
2016年9月28日付の社告で『SOGI』の休刊と事務所閉鎖を告知し、10月4日東京地裁にて破産手続きの開始決定を受ける。

## 主な刊行物
- 雑誌「SOGI」 - 隔月刊。葬儀に関わる事象を取り扱う
- 『葬祭ディレクター技能審査問題集』
- 『最新葬儀演出』シリーズ

## 所在地
東京都新宿区信濃町10